# Aleksander Kobzdej

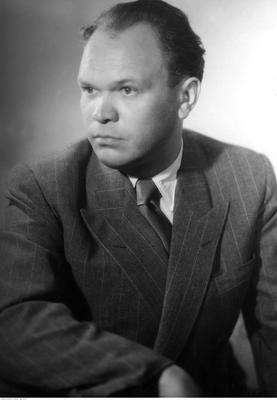
Aleksander Kobzdej

Aleksander Kobzdej  (* 12. September 1920 in Olesko, Polen; † 25. September 1972 in Warschau) war ein polnischer Maler, Bühnenbildner und Architekt.

## Leben und Werk
Aleksander Kobzdej studierte von 1939 bis 1941 Architektur in Lemberg. Er beendete sein Architekturstudium in Danzig an der Polytechnischen Hochschule 1945/46 und ging danach noch nach an die Krakauer Akademie der Schönen Künste um bei Władysław Lam (1893–1984) Malerei zu studieren.
Kobzdej begann seine Malerei im Stile des Post-Impressionismus. Er malte dann schließlich nach und nach immer abstrakter. Anfang der 1940er Jahre fand er Anklang an den europäischen Realismus der ihn schließlich malerisch gegen Ende der 1940er Jahre zum Sozialistischen Realismus führte.

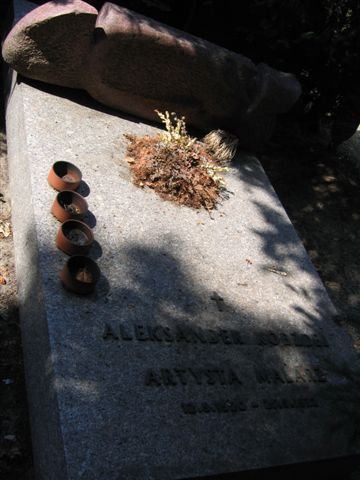
Grabstein von Aleksander Kobzdej in Warschau

Ab 1950 war er aktiver und regelmäßiger Teilnehmer bei den offiziellen, staatlichen Kunstpreisen Polens, einschließlich der jährlichen Nationalen Ausstellung für Bildende Kunst, die in Warschau durch das Ministerium für Kultur und Kunst organisiert wurde. Langsam entwickelte Kobdzej sich schließlich wieder weg vom Sozialistischen Realismus, seine Ikonographie ging in Richtung exotischer Darstellungen, die vor allem durch seine Reisen nach Vietnam und die Volksrepublik China geprägt waren. Seine Kunst fand internationale Anerkennung. Im Jahr 1964 wurden Arbeiten von ihm auf der documenta III in Kassel in der Abteilung Malerei gezeigt.